# دو اشکفت دهک
دو اشکفت دهک مربوط به دوران فرادیرینه‌سنگی است و در شهرستان ممسنی، بخش مرکزی، ابتدای شهر نورآباد، انتهای بلوار خلیج فارس، مشرف به پمپ بنزین واقع شده و این اثر در تاریخ ۳۰ بهمن ۱۳۸۶ با شمارهٔ ثبت ۲۰۷۷۰ به‌عنوان یکی از آثار ملی ایران به ثبت رسیده است.